# Лен (плат)
Вижте пояснителната страница за други значения на Лен.
Ленът е текстилен плат, изработван от влакна, добивани от стъблата на растението лен.

## Свойства
Ленът има много гладка повърхност с матов гланц, трудно се замърсява, не става на мъхести топчета, лесно попива вода и лесно изсъхва. Подходящ е за летни облекла. Ленът е много устойчив на опън, най-вече когато е мокър. Той е по-твърд от памука и се мачка повече. Ленените влакна имат свойството да регулират телесната температура: през лятото разхлаждат, а през зимата затоплят. Естествената вентилация на плата не позволява задържането на влага по тялото.Ленът е един от най-старите платове – данни за неговата употреба има още преди повече от 30 000 години. Това може да го нареди на челно място като най-ранния материал, използван за производството на тъкан. Ленът е екологичен, качествен и има дълъг експлоатационен живот.

## Поддържане
Ленът е устойчив на варене, но е препоръчително да се пере на ниска температура, защото се свива.